# Robaia, Argeș
Robaia este un sat în comuna Mușătești din județul Argeș, Muntenia, România.

## Istoric
Așezarea inițială a satului a fost în zona Siliște, actualmente izlaz comunal. La începutul secolului al XVIII-leaau sosit din Ardeal câțiva tineri care s-au angajat zilieri la schitul Robaia și au fost împroprietăriți cu pământ arabil și grădini, în avalul vaii. Majoritatea dintre ei s-au căsătorit cu fete din Valea lu' Mas și Rotărești. Prima familie așezată a fost numită Oprica, apoi Popa, Eftimie, Gherase, Bucalau, Ioja. 
La 5 km de centrul satului se găsește Mănăstirea Robaia, un vechi lăcaș de cult zidit în secolul al XVI-lea cu pictură de Pârvu Mutu. Tot aici există și o biserică veche de lemn, adusă pe butuci de lemn din satul Prosia pe la 1800. Acest monument istoric însă nu este bine întreținut și conservat.
Numele de Robaia provine de la un atac al tătarilor care au intrat în această biserică și au luat oamenii robi în noaptea de Înviere. O parte din ei au scăpat în zona numită "Valea lu' Mas"- acolo unde tătarii s-au oprit să se odihnească. 
În zona împădurită din apropierea mănăstirii se află Râpile Robăii, un fenomen geologic spectaculos vizibil și din Curtea de Argeș.
La căminul cultural din centrul localității este amenajat un muzeu al satului, prin truda învățătorului Nicolae Teodorescu.